# Plasmatics
Plasmatics va ser un grup estatunidenc de punk rock format a Nova York el 1977 per l'artista Rod Swenson i la cantant Wendy O. Williams. Va debutar en directe el 1978 i va cridar l'atenció de l'escena underground amb motiu dels seus controvertits concerts que incloïen la destrucció de televisors amb malls, tallar guitarres elèctriques amb motoserres o fer explotar un automòbil sobre l'escenari, acompanyat d'una actitud nihilista, la pràctica nudista de Williams i una vestimenta andrògina. Encara que les seves actuacions en viu van captivar una onada de seguidors, la seva actitud atrevida sobre l'escenari —principalment la de Williams— va provocar que en els primers anys se'ls cancel·lessin concerts, tinguessin problemes legals amb les autoritats i inclús que se'ls prohibís tocar al Regne Unit el 1980.
Si bé la banda va debutar amb un so lligat al punk, a partir de 1981 es va apropar al heavy metal amb la idea de cridar l'atenció de les principals companyies discogràfiques. El 1982 van signar un contracte amb Capitol Records, però als mesos després de publicar Coup d'Etat el segell va optar per deslligar-se del grup per a evitar responsabilitats i conseqüències legals. Entre 1983 i 1987 Plasmatics va fer una pausa quan Wendy O. Williams va començar la seva carrera en solitari sota el pseudònim de WOW. Després del llançament del seu segon treball, Kommander of Kaos, Swenson i Williams van decidir editar un nou disc amb el nom de Plasmatics anomenat Maggots: The Record, que va ser presentat amb una gira que va durar fins al 1988. En aquest últim any, Wendy O. Williams va publicar un tercer disc en solitari i al cap de poc temps va anunciar la seva retirada de la música. Aquest fet va significar la fi de Plasmatics, encara que mai no va existir un comiat oficial.

## Història

### Formació i primers anys
A la segona meitat de la dècada del 1970 Rod Swenson va començar una sèrie de projectes lligats a la contracultura, el neodadaisme i l'art conceptual, que finalment el va portar a Times Square de Nova York on va fundar una companyia anomenada Captain Kink's Theatre. Amb un enfocament al moviment antiart, la companyia de teatre va cridar l'atenció de la comunitat artística local fins al punt que va arribar a fer cinc funcions al dia. Al mateix temps, també es va involucrar en la música quan va produir i va dirigir videoclips d'artistes emergents de l'escena punk com Dead Boys, Ramones i Blondie, entre d'altres. El 1976, Wendy O. Williams es va unir a l'elenc de l'espectacle Captain Kink's Sex Fantasy Theater que consistia en actuacions de sexe en viu i al poc temps va entaular una relació sentimental amb Swenson que va durar vint-i-dos anys. El 1977, tots dos van concebre la banda que va debutar al juliol de 1978 al CBGB de Nova York. La seva primera formació estava integrada, a més de Williams com a cantant, pel guitarrista Richie Stotts, el baixista Chosei Funahara i el bateria Stu Deutsch. A poc a poc la popularitat de la formació va augmentar dins de l'escena underground i va passar a tocar quatre nits seguides amb dos concerts per dia, la qual cosa els va posicionar com un dels grups que més gent aplegava al CBGB.
L'espectacle de Plasmatics es va convertir en un dels xous més atraients de Nova York. L'actitud nihilista, el nudisme, la destrucció de guitarres amb motoserres i televisors amb malls, la vestimenta andrògina de Richie Stotts (ús de tutús, uniformes d'infermera, vestits de núvia o vestits de serventa), el tallat mohicà i l'ús de màscares els va diferenciar d'altres grups, ja que van unificar la música punk amb la teatralitat del shock rock. Una vegada que el CBGB no va donar l'abast per a tota la gent que volia veure'ls en directe, Swenson va contractar el recinte Irving Plaza per a una sèrie de concerts. Gràcies a això, diverses bandes novaiorqueses van començar a tocar en aquesta sala i a començament de la dècada del 1980 es va convertir en un dels llocs més populars de la ciutat per als artistes de punk, post-punk i new wave.
Tot i que els seus concerts cridaven l'atenció del públic, aquests finalment van acabar alarmant els segells discogràfics. Segons Swenson, que va assumir les funcions de mànager i compositor, durant els dos primers anys el grup va haver d'autofinançar-se per a gravar les seves primeres produccions. El seu primer EP, Butcher Baby, va sortir a la venda el 1978 i l'any següent, ja amb el guitarrista rítmic Wes Beech, van publicar Meet the Plasmatics i Dream Lover. Si bé no disposaven del suport de les companyies de discos, els seus concerts es van estendre a altres ciutats de la Costa Est dels Estats Units i Plasmatics es va convertir en el primer grup que aconseguia vendre la totalitat de les entrades sense tenir encara cap contracte discogràfic.

### L'àlbum de debut i els problemes judicials

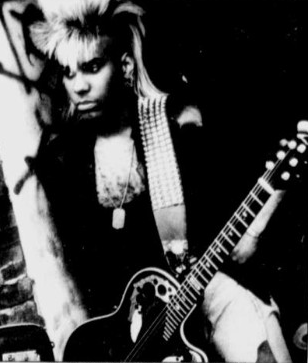
Jean Beauvoir va ser el baixista entre 1980 i 1981

A principis de 1980, la divisió A&R del segell anglès independent Stiff Records va viatjar a Nova York per a presenciar un dels seus concerts i comprovar si el que havien llegit i escoltat era real. L'endemà de l'espectacle, l'empresa va efectuar una oferta i el març del mateix any es va signar un contracte discogràfic. Mesos més tard Plasmatics va començar la composició de les cançons que integrarien el seu àlbum de debut, New Hope for the Wretched, mentre que Stiff Records els va promocionar amb una aparició a la portada de la revista Sounds de juny de 1980. Per a produir el disc el segell va contractar Jimmy Miller, conegut pel seu treball amb The Rolling Stones, però quan va arribar a Nova York els executius van optar per acomiadar-lo a causa de la seva imperant addicció a l'heroïna. Al final, la producció la van enllestir l'enginyer de so Ed Stasium i el propi Swenson a Anglaterra.
Al juliol de 1980, Stiff Records va publicar al mercat britànic el senzill «Butcher Baby» que va aconseguir el lloc 55 a l'UK Singles Chart a l'octubre. Gràcies al seu videoclip promocional i als de «Living Dead» i «Corruption», el grup va cridar l'atenció al continent europeu a causa del seu particular estil. A l'agost es va confirmar el seu debut a Anglaterra amb un concert sold out al Hammersmith Odeon de Londres, però una vegada que van arribar a la capital anglesa es van trobar l'oposició del Greater London Council que desaprovava que fessin esclatar un automòbil al mig l'escenari. Si bé van sol·licitar una prova per a comprovar si complia amb els requisits de seguretat, la decisió de cancel·lar el concert ja estava presa prèviament.
Després del contratemps amb l'autoritat anglesa, Stiff Records va programar una gira pels Estats Units amb el propòsit de tocar per primera vegada a la Costa Oest. El primer concert va ser gratuït al moll 62 de Nova York, la principal atracció del qual era fer explotar un Cadillac a l'escenari. Si bé l'autoritat local va permetre una audiència d'entre cinc i sis mil persones, en total van arribar a ser més de 25.000 els qui van abarrotar els carrers i els terrats dels edificis del voltant. A l'octubre de 1980 Plasmatics va tocar per primera vegada a la Costa Oest, en què van destacar les quatre nits amb ple total al Whisky a Go Go de Los Angeles. A mesura que va avançar la gira pels Estats Units van rebre crítiques dels mitjans de comunicació, dient que eren unes «nines porno de Swenson a l'estil Svengali». No obstant això, la popularitat que va aconseguir el grup va convèncer als productors del programa Fridays de la cadena de televisió ABC perquè es presentessin en viu al desembre de 1980.

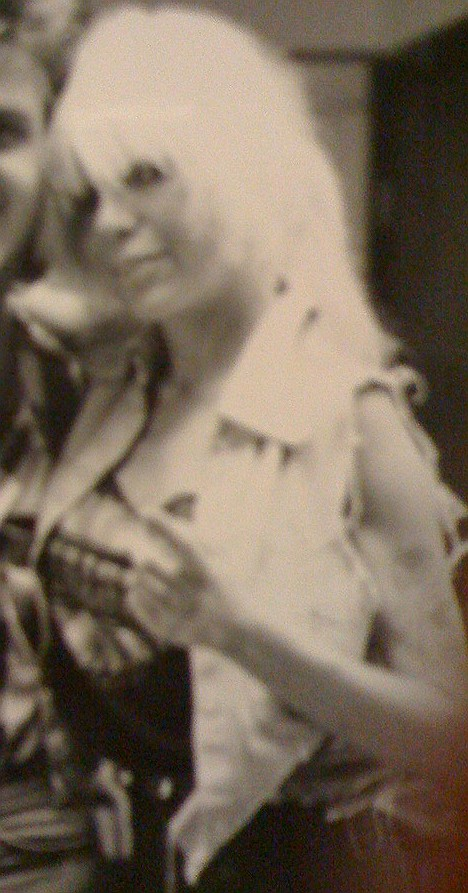
Wendy O. Williams va tenir problemes amb les autoritats estatunidenques a causa de la seva actitud atrevida sobre l'escenari

L'endemà passat de l'esdeveniment al programa Fridays, la banda va tocar a la sala The Palms de Milwaukee. Després del xou la policia va arrestar Williams acusada d'indecència, ja que segons l'atestat va simular una masturbació amb un martell davant del públic. Després d'oposar-se a que l'escorcollessin, la policia la va llençar al terra i la va colpejar, així com també van atacar Rod Swenson quan va intentar intervenir-hi. Finalment, ambdós van ser arrestats i acusats d'agredir un oficial de policia, resistència a l'autoritat i per violar una ordenança de la ciutat de Milwaukee relacionada amb els establiments que dispensaven alcohol. No obstant això, van ser exonerats de tots els càrrecs després que un fotògraf que va presenciar l'aldarull presentés unes imatges que van rebatre l'informe policial. A la nit següent havien de tocar a un club de Cleveland, però a causa de la situació ocorreguda a Milwaukee el concert es va haver de posposar uns dies. Tanmateix, de nou la policia va arrestar Williams a Cleveland per indecència i per fer gestos obscens amb un mall, encara que va ser declarada innocent quan es va dur a terme el judici al juny de 1981.
Després d'alguns dies d¡aturada en què Williams va haver de recuperar-se de les seves ferides, al febrer de 1981 la banda es va embarcar en una gira europea amb algunes dates als Països Baixos, França, Bèlgica i Alemanya Occidental, entre d'altres. D'aquesta gira destacà l'aparició al programa de televisió alemany Musikladen, on van destruir un Mercedes-Benz, i el concert cancel·lat a Zúric que va generar avalots a l'exterior de la sala. De retorn als Estats Units d'Amèrica, el grup juntament amb el representant Jim Kramer i l'agent de Stiff Records, Bruce Kirkland, van programar un concert benèfic anomenat Plasmatics' Legal Defence Fund per a reunir diners per a enfrontar els costos judicials. Si bé va haver poc temps per a promocionar el xou, finalment van arribar unes 2.000 persones que van sobrepassar la capacitat del Bond International Casino. En ell, Williams va sortir a l'escenari amb un cartell que resava Stop the Gestapo!, en al·lusió a la policia de Milwaukee, i van estrenar una nova cançó titulada «Pig is a pig» dedicada a aquests oficials i també als feixistes.
Al maig de 1981 va sortir a la venda el seu segon àlbum, Beyond the Valley of 1984, que va ser gravat amb el bateria Neal Smith després de la marxa de Stu Deutsch. A causa de l'actitud i la teatralitat de la banda sobre l'escenari, els seus xous van córrer el risc de ser cancel·lats per les autoritats municpals de les diferents ciutats. Així i tot, van continuar apareixent en programes de televisió com Fridays, SCTV i Tomorrow de Tom Snyder, qui els va presentar com «possiblement la banda de punk més gran del món». En la part final de la gira, Rod Swenson va ser contactat pel compositor i productor discogràfic Dan Hartman per a una reunió amb ell i Wendy O. Williams. Hartman, entusiasmat per l'àlbum Beyond the Valley of 1984, els va oferir treballar amb ells i junts van produir l'EP Metall Priestess, que es va publicar a finals d'any. Aquest va presentar el baixista Chris Romanelli que va reemplaçar Jean Beauvoir, com també un nou estil musical més heavy metal que els va permetre atreure l'atenció dels executius de Capitol Records.

### Coup d'Etati aturada

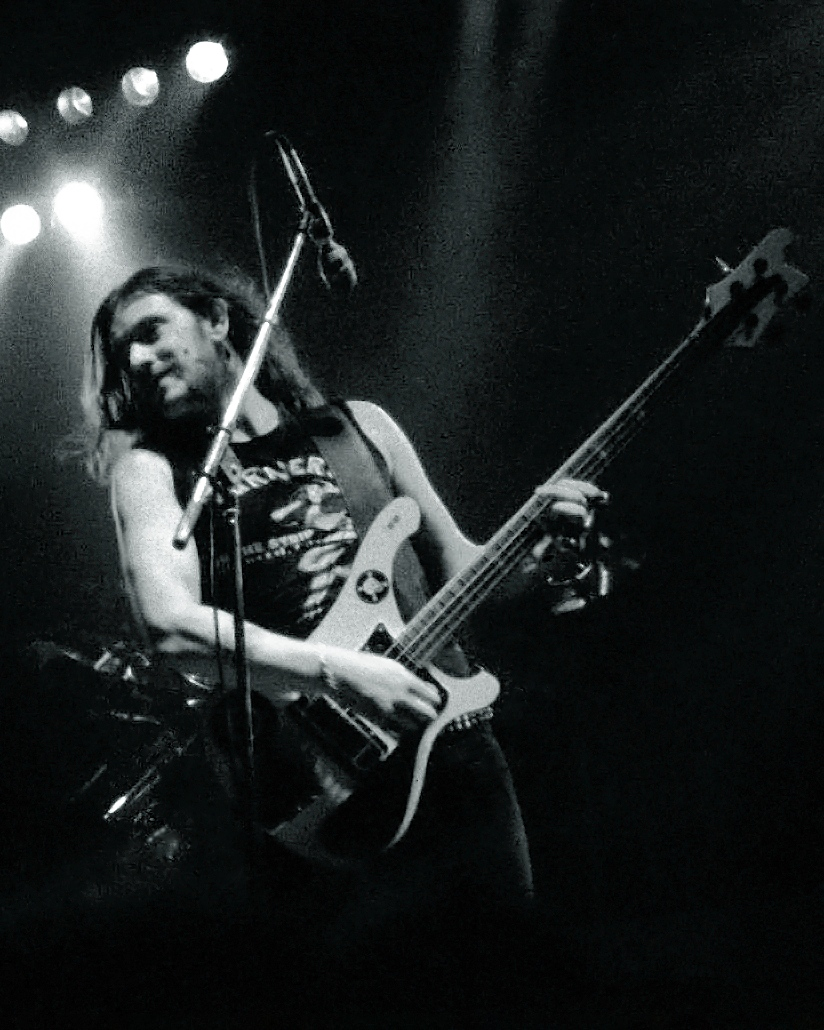
En 1982 Lemmy Kilmister va idear un projecte col·laboratiu entre Motörhead i Plasmatics que va resultar en l'EP Stand by Your Man

Després de signar amb Capitol Records la primavera de 1982, Dan Hartman i Rod Swenson van coproduir en una setmana les maquetes d'un futur disc als Electric Lady Studios de Nova York. No obstant això, per aquell mateix temps Dieter Dierks va mostrar interès a treballar amb el grup i a causa de l'èxit comercial que tenia amb el grup alemany Scorpions, la discogràfica va decidir que ell en seria el productor. Cal assenyalar que les maquetes registrades per Hartman i Swenson es van publicar divuit anys més tard amb el títol de Coup de Grace. Gravat als Dierks Studios de Colònia, Coup d'Etat va sortir a la venda el 1982 i va presentar a un nou bateria, T.C. Tolliver. Tot i que va rebre crítiques favorables d'alguns mitjans com Los Angeles Times i Creem, el segell no va quedar del tot convençut amb el resultat.
Per a promocionar l'àlbum, Swenson i Williams van decidir gravar un videoclip per a la cançó «The Damned», la idea principal del qual era fer esclatar un autobús escolar just quan travessava un mur de televisors. A causa de les eventuals responsabilitats, els departaments legals de Capitol Records i de MTV —que va estrenar-lo— van insistir a agregar un advertiment indicant que no es repliqués l'explosió a casa. El videoclip es va estrenar el 1982, però la seva programació es va reduir a un parell de setmanes. En aquella època grups com Duran Duran generaven deu vegades més beneficis i sense cap responsabilitat ni conseqüència política, i la discogràfica va decidir rescindir el contracte amb Plasmatics per a enfocar-se en altres bandes.
Swenson i Williams van reunir-se amb Doug Smith, el mànager de Motörhead, per a conformar una col·laboració entre tots dos grups. Similar al duet Headgirl, realitzat el 1981 entre Motörhead i Girlschool, Williams i Lemmy Kilmister van versionar la cançó «Stand by Your Man» de Tammy Wynette. Publicat el 1982 per Bronze Records, l'EP Stand by Your Man va incloure com a cara B les cançons «No Class» de Motörhead, cantada per Williams, i «Masterplan» de Plasmatics, interpretada per Kilmister. El mateix any, després de fer de teloners de la gira Creatures of the Night Tour de Kiss, Gene Simmons va suggerir a Swenson de produir un àlbum a Williams. Si bé van participar Wes Beech i T.C. Tolliver en l'enregistrament, Swenson va optar per no utilitzar el nom de Plasmatics i publicar el disc com un treball de Wendy O. Williams, que va sortir a la venda en 1984.

### Maggots: The Recordi separació
Després de la publicació del segon treball en solitari de Wendy O. Williams, Kommander of Kaos, Swenson i ella van decidir editar un nou disc amb el nom de Plasmatics, decidits a reprendre les composicions amb temes socials i polítics de les seves produccions anteriors a Coup d'Etat. Juntament amb els nous integrants Michael Ray (guitarra) i Ray Callahan (bateria), el 1987 es va publicar l'últim àlbum d'estudi Maggots: The Record. Considerat per la banda com la primera «òpera thrash metal», és el seu únic àlbum conceptual i la seva principal temàtica és la decadència ambiental on els excessos i abusos provoquen la fi del món. El disc, a més, inclou el diàleg dels membres de la família White que durant un lapse de tres dies van morint un a un. Aquest últim treball discogràfic es va promocionar amb una petita gira pels Estats Units entre 1987 i principis de 1988. Una vegada que va acabar, Wendy O. Williams va publicar un tercer disc en solitari, Deffest! and Baddest, i el 1988 va anunciar la seva retirada de la música. Això, al seu torn, va significar el final Plasmatics encara que mai no va existir un comiat oficial.

## Discografia

### Àlbums d'estudi
- 1980: New Hope for the Wretched
- 1981: Beyond the Valley of 1984
- 1981: Metall Priestess
- 1982: Coup d'Etat[27]
- 1987: Maggots: The Record
- 2002: Coup de Grace
- 2002: Put Your Love in Em: Love Songs for the Apocalypse (recopilatori)
- 2002: Final Days: Anthems for the Apocalypse (recopilatori)

### EP
- Butcher Baby (1978)
- Dream Lover (1979)
- Monkey Suit (1980)
- Metal Priestess (1981)